# Frontera entre Macedonia del Norte y Serbia
La frontera entre Serbia y Macedonia del Norte es la frontera internacional entre Serbia y Macedonia del Norte. La mayor parte de la frontera (160 kilómetros) transcurre por Kosovo, territorio proclamado independiente del cual Macedonia del Norte ha reconocido su independencia en 2008.

## Trazado
El trazado empieza al oeste al trifinio entre Serbia, Macedonia del Norte y Bulgaria, se dirige hacia el oeste por las montañas Dukat, Kozjak, Skopska Crna Gora (1219 m), Montes Šar y llega a trifinio entre Serbia, Macedonia del Norte y Albania, donde se encuentra el monte Korab (2764 m).

## Historia
Desde el tratado de Bucarest (1913), que puso fin a la segunda guerra balcánica, Macedonia formó parte primero del Reino de Serbia, después del Reino de Yugoslavia y después de la República Federativa Socialista de Yugoslavia como la República Socialista de Macedonia. A raíz de la disolución de Yugoslavia en 1991, Macedonia del Norte se independizó y fue reconocida por Serbia el 8 de abril de 1996. En 2008 se produjo una ruptura de relaciones entre ambos estados cuando Macedonia del Norte reconoció la independencia de Kosovo, si bien se restablecieron las relaciones en 2009.